# Daniel Paille
Daniel Joseph Paille (* 15. April 1984 in Welland, Ontario) ist ein ehemaliger kanadischer Eishockeyspieler, der im Verlauf seiner aktiven Karriere zwischen 2000 und 2018 unter anderem 657 Spiele für die Buffalo Sabres, Boston Bruins und New York Rangers in der National Hockey League auf der Position des linken Flügelstürmers bestritten hat. Seinen größten Karriereerfolg feierte Paille in Diensten der Boston Bruins mit dem Gewinn des Stanley Cups im Jahr 2011.

## Karriere
Daniel Paille erlernte das Eishockeyspiel in seiner Heimatstadt bei den Welland Junior Canadiens in der Ontario Hockey Association. Zur Saison 2000/01 wechselte er dann in die Ontario Hockey League zu Guelph Storm, wo er bis 2004 spielte. In seiner Rookie-Saison für Guelph war er an Platz sieben der Topscorer aller Rookies der OHL. Ein Jahr er später wurde zum CHL Top Prospects Game eingeladen. In der Spielzeit 2003/04 setzte er Karriere-Bestmarken für Tore (37), Assists (43), Punkte (80) und Strafminuten. Damit war er der OHL-Spieler mit der elftbesten Punktausbeute. In den Playoffs konnte er diese Leistungen bestätigen. Paille steht an zweiter Stelle der Guelph Storm für Karriere-Tore (116). Er wurde in der ersten Runde des NHL Entry Draft 2002 von den Buffalo Sabres als 20. ausgewählt.

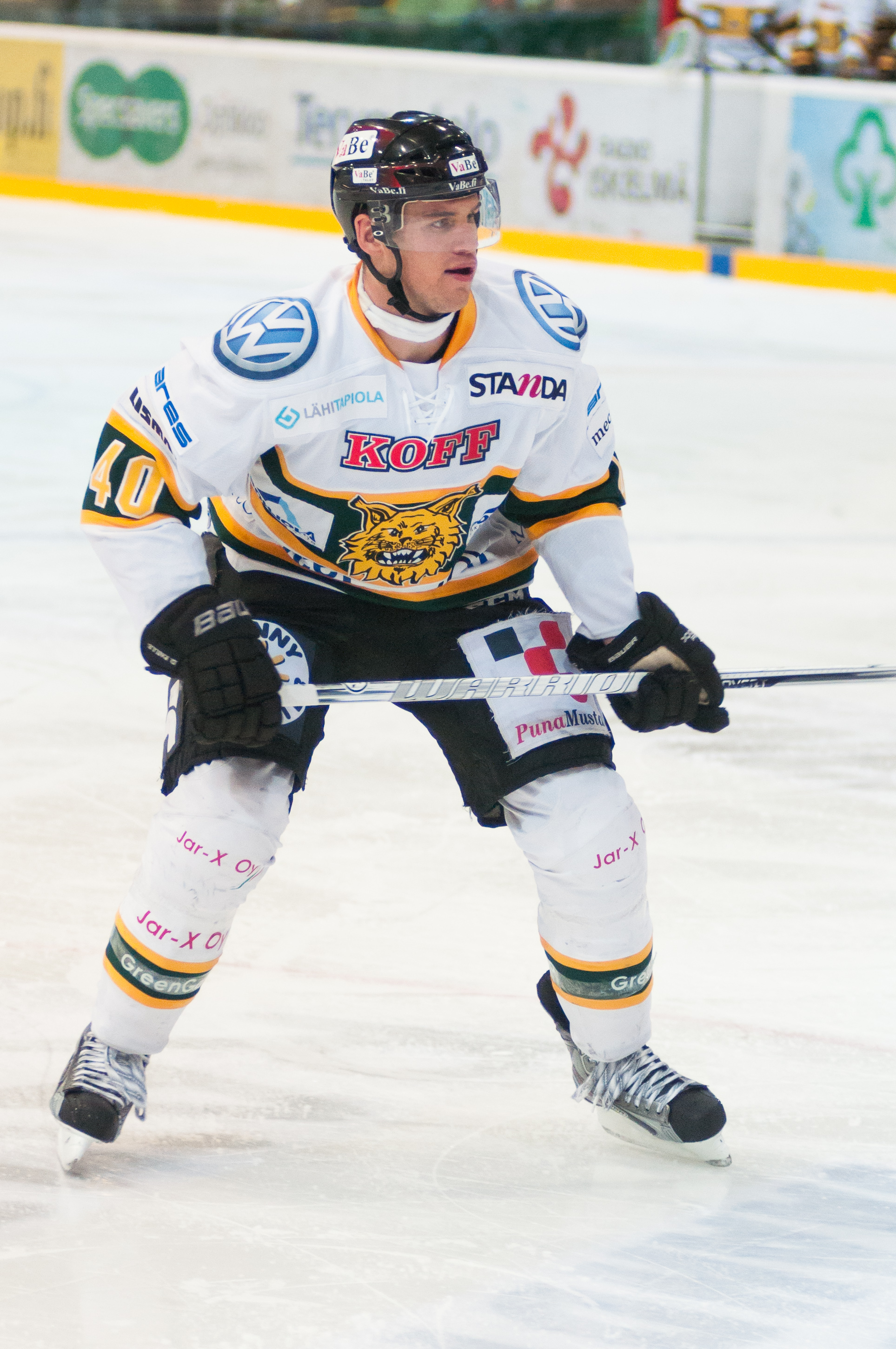
Paille im Trikot von Tampereen Ilves

In der folgenden Saison wurde er in den Kader der Rochester Americans aus der American Hockey League berufen und erzielte unter anderem drei Unterzahltore und zwei Hattricks für die Amerks, dem Farmteam Buffalos. In der Saison 2005/06 stand er zunächst wieder im Kader der Americans, hatte aber am 21. Dezember 2005 seinen ersten NHL-Einsatz gegen die Florida Panthers. Es folgten 13 weitere Einsätze für die Sabres. Am 14. Januar 2006 erzielte er sein erstes NHL-Tor in einem Spiel gegen die Los Angeles Kings. Den Rest der Spielzeit verbrachte er wieder in der AHL bei den Amerks, die allerdings die Playoffs verpassten.
Auch die Saison 2006/07 begann er in Rochester, aber aufgrund von Verletzungen der Stammspieler der Sabres wurde er immer wieder in der NHL eingesetzt. Im Februar 2007 verletzte sich Paul Gaustad schwer, so dass Paille einen Stammplatz bei den Sabres bekam. In den folgenden zwei Spieljahren gehörte Paille zum Stammkader Buffalos, wurde aber kurz nach Beginn der Spielzeit 2009/10 an die Boston Bruins abgegeben. Im Gegenzug erhielten die Sabres Draftrechte für den NHL Entry Draft 2010. Der Transfer wurde damit begründet, dass die Sabres die Gehaltsobergrenze der NHL, die Salary Cap, fast erreicht hatten.
Mit den Boston Bruins gewann Paille im Jahr 2011 den Stanley Cup. Nach sechs Jahren in Boston und einem kurzen Gastspiel beim finnischen Klub Tampereen Ilves zu Beginn der Saison 2012/13 erhielt Paille nach der Saison 2014/15 keinen neuen Vertrag mehr und war vorerst auf der Suche nach einem neuen Arbeitgeber. Diesen fand er im September 2015, als er einen Probevertrag (professional try-out contract) bei den Rockford IceHogs aus der AHL unterzeichnete. Nach knapp zwei Monaten erhielt er dann einen festen Vertrag, wobei er das Team im Januar 2016 bereits wieder verließ, als er einen neuen Kontrakt bei den New York Rangers unterzeichnete. Dort kam er im restlichen Saisonverlauf sowohl im NHL-Kader als auch in deren Farmteam Hartford Wolf Pack in der AHL zu Einsätzen.
Zu Beginn der Saison 2016/17 wechselte der Flügelstürmer nach Europa und schloss sich dem schwedischen Klub Brynäs IF aus der Svenska Hockeyligan für zunächst ein Jahr an. Seine Leistungen bescherten Paille bereits am Jahresende eine vorzeitige Verlängerung seines Vertrage um zwei Jahre bis zum Ende der Saison 2018/19. Schließlich errang er mit Brynäs am Saisonende im Frühjahr 2017 die schwedische Vizemeisterschaft. Im Spieljahr 2017/18 bestritt der Kanadier lediglich 14 weitere Partien für die Schweden, nachdem er in einem Spiel der Champions Hockey League durch Thomas Larkin von den Adler Mannheim schwer verletzt wurde. In der Folge löste Paille seinen laufenden Vertrag im August 2018 auf und beendete aufgrund der Verletzungsfolgen im Alter von 33 Jahren seine aktive Karriere.

### International
Schon früh in seiner Karriere vertrat Paille Kanada bei Juniorenturnieren, so beim U18-Sechs-Nationen-Turnier 2001 und bei der World U-17 Hockey Challenge 2001. Bei der U20-Junioren-Weltmeisterschaft 2003 war er Assistent des Team Canada U20, mit dem er die Silbermedaille gewann. Ein Jahr später war er Kapitän des Team Canada, das bei der U20-Junioren-Weltmeisterschaft 2004 wieder die Silbermedaille gewann.

## Erfolge und Auszeichnungen
| - 2001 OHL Second All-Rookie-Team - 2002 Teilnahme am CHL Top Prospects Game - 2004 J.-Ross-Robertson-Cup-Gewinn mit den Guelph Storm | - 2011 Stanley-Cup-Gewinn mit den Boston Bruins - 2015 Spengler-Cup-Gewinn mit dem Team Canada - 2017 Schwedischer Vizemeister mit Brynäs IF |

### International
- 2003 Silbermedaille bei der U20-Junioren-Weltmeisterschaft
- 2004 Silbermedaille bei der U20-Junioren-Weltmeisterschaft

## Karrierestatistik

### International
Vertrat Kanada bei:
- World U-17 Hockey Challenge 2001
- U20-Junioren-Weltmeisterschaft 2003
- U20-Junioren-Weltmeisterschaft 2004

(Legende zur Spielerstatistik: Sp oder GP = absolvierte Spiele; T oder G = erzielte Tore; V oder A = erzielte Assists; Pkt oder Pts = erzielte Scorerpunkte; SM oder PIM = erhaltene Strafminuten; +/− = Plus/Minus-Bilanz; PP = erzielte Überzahltore; SH = erzielte Unterzahltore; GW = erzielte Siegtore; 1 Play-downs/Relegation; Kursiv: Statistik nicht vollständig)